# Павлов Григорій Петрович
Григорій Петрович Павлов (28 грудня 1913, село Калдєво Рязанського повіту Рязанської губернії, тепер Клепіковського району Рязанської області, Російська Федерація — 4 жовтня 1994, місто Москва) — радянський державний діяч, 1-й секретар Липецького обласного комітету КПРС, голова Липецького облвиконкому. Кандидат у члени ЦК КПРС у 1966—1976 роках. Член ЦК КПРС у 1976—1986 роках. Депутат Верховної Ради СРСР 6—10-го скликань.

## Життєпис
Народився в селянській родині. Після закінчення школи з 1928 року працював учнем тесляра, столяром у місті Москві.
За комсомольською путівкою з 1934 року брав участь у будівництві міста Комсомольська-на-Амурі, працював бригадиром та десятником. Закінчив школу для політичної та загальноосвітньої підготовки радянських і партійних працівників, був інструктором-пропагандистом Комсомольського-на-Амурі міського комітету ВЛКСМ.
Повернувшись до Рязанської області, працював завідувачем клубу, головою фабричного комітету профспілки, начальником відділу кадрів ватяної фабрики імені Леніна.
Член ВКП(б) з 1940 року.
У 1942—1947 роках — інструктор Клепіковського районного комітету ВКП(б) Рязанської області; 1-й секретар Клепіковського районного комітету ВЛКСМ Рязанської області.
У 1947—1948 роках — 1-й секретар Шиловського районного комітету ВКП(б) Рязанської області.
У 1948—1955 роках — 1-й секретар Данковського районного комітету ВКП(б) (КПРС) Рязанської (з 1954 року — Липецької) області.
У 1955—1956 роках — завідувач відділу Липецького обласного комітету КПРС.
У 1956—1961 роках — заступник, 1-й заступник голови виконавчого комітету Липецької обласної ради депутатів трудящих.
У 1959 році закінчив заочно Воронезький сільськогосподарський інститут.
У 1961—1962 роках — секретар Липецького обласного комітету КПРС.
У травні — грудні 1962 року — голова виконавчого комітету Липецької обласної ради депутатів трудящих.
У січні 1963 — грудні 1954 року — 1-й секретар Липецького сільського обласного комітету КПРС.
У грудні 1964 — 14 січня 1984 року — 1-й секретар Липецького обласного комітету КПРС.
З січня 1984 року — персональний пенсіонер союзного значення в Москві.
Помер 4 жовтня 1994 року. Похований в Москві на Хованському цвинтарі.

## Нагороди
- два ордени Леніна
- орден Жовтневої Революції (27.12.1983)
- орден Вітчизняної війни І ст.
- два ордени Трудового Червоного Прапора (.12.1963,)
- медалі